# جون جاكسون (لاعب كرة قدم بريطاني)
جون جاكسون (بالإنجليزية: John Jackson)‏ (5 سبتمبر 1942 بهامرسميث في المملكة المتحدة - 29 ديسمبر 2022) هو لاعب كرة قدم بريطاني في مركز حراسة المرمى. لعب مع إيبسويتش تاون وكريستال بالاس ونادي برينتفورد ونادي ليتون أورينت ونادي ميلوول ونادي هيرفورد والرابطة الحادية عشر لكرة القدم ‏ وكاليفورنيا سيرف ‏ وسانت لويس ستارز.

## وصلات خارجية
- جون كيث جاكسون على موقع قاعدة بيانات كرة القدم.إي يو (الإنجليزية)